# 31. Flak-Division
Die 31. Flak-Division war ein Großverband der Bodentruppen der deutschen Luftwaffe im Zweiten Weltkrieg. Zuständig war die Division bei Aufstellung für die Abwehr von einfliegenden gegnerischen Flugzeugen mittels Flugabwehrgeschützen in der Region von Bielefeld bis Magdeburg.

## Geschichte
Die 31. Flak-Division wurde ab dem Anfang 1945 im Zuge der Umwandlung von Flak-Brigaden in Flak-Divisionen aus dem Stab der bisherigen 2. Flak-Brigade aufgestellt. Aufgabe war die Luftsicherung in der Region Magdeburg–Bielefeld.
Vom Aufstellungszeitpunkt bis zu seiner Gefangennahme am 20. April 1945 war der Oberst und spätere Generalmajor Herbert Giese Kommandeur der Division. Anschließend übernahm bis Kriegsende Oberst Herbert Röhler, vormals Kommandeur der 1. Flak-Brigade, das Kommando.

## Gliederung
- Flak-Regiment 52 (Magdeburg) (Flakgruppe Magdeburg)[2]
- Flak-Regiment 143 (Dessau) (Flakgruppe Dessau)[3]
- Flak-Scheinwerfer-Regiment 108 (Magdeburg)
- Luftnachrichten-Bataillon 162 (Dessau), später bei Bielefeld stationiert